# Outremer (État)
Pour les articles homonymes, voir Outremer.

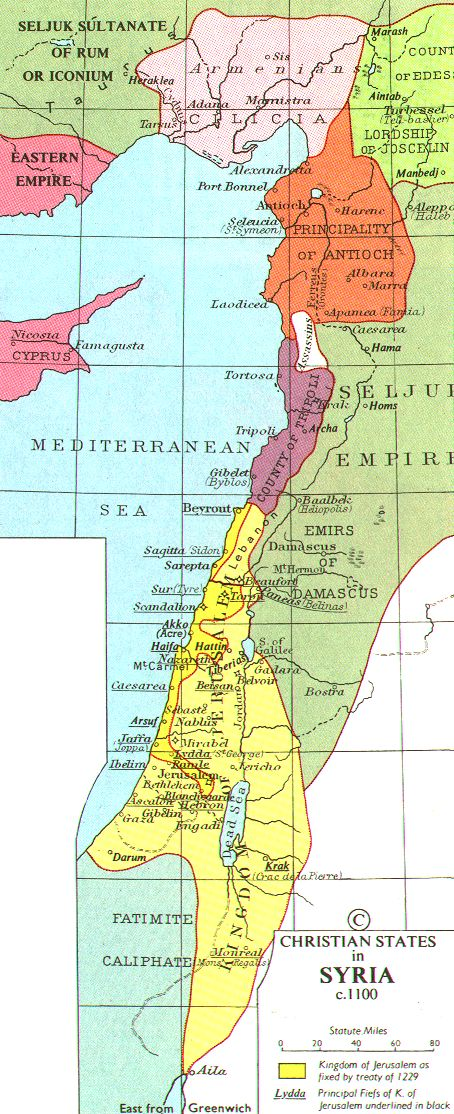
Les États croisés d’Outremer vers 1110

Outremer est le nom générique donné aux États latins d’Orient créés après la première croisade : le comté d’Édesse (1097-1150), la principauté d’Antioche (1098-1268), le royaume de Jérusalem (1099 – 1291) et le comté de Tripoli (1102-1289).
Les croisés tentèrent de transposer en Terre Sainte les institutions féodales existant en Europe, basées sur les relations entre suzerains et vassaux. Toutefois, ce système ne concerna pratiquement que la société des nouveaux venus, la majeure partie de la population qu’elle soit chrétienne de diverses confessions, musulmane ou juive continua à être régie par les coutumes qui avaient été les siennes avant la conquête. La défense constitua le point fragile de ces États. Jusqu’au traité de Jaffa en 1192, les rivalités sont fortes entre seigneurs occidentaux et entre ceux-ci et les différents mini-États qui les entourent, après la prise du pouvoir par les Mamelouks en Égypte. La défense se concentra sur le sud du pays et visa, sans succès, à empêcher son encerclement par Nur ad-Din. Cette nouvelle géopolitique conféra une importance primordiale aux ordres militaires d’une part, à la marine d’autre part essentielle à son commerce et, de ce fait, à sa survie.
La colonisation latine demeura inégale en Outremer et semble s’être concentrée là où la communauté locale était déjà chrétienne. La Terre Sainte étant un pays pauvre en vallées bien irriguées, l’agriculture demeura essentiellement une de subsistance. Toutefois, l’exploitation de la canne à sucre permis l’apparition d’un réseau commercial qui alimenta en sucre l’Europe occidentale. Les ports de Terre Sainte prirent une importance croissante pour le commerce entre l’Asie et l’Europe et les taxes perçues pour la traversée des marchandises contribuèrent substantiellement au budget des États. Pour le Royaume de Jérusalem, l’ensemble des négoces reliés aux pèlerinages constituèrent un élément vital de la vie économique.
Si la noblesse franque vécut rélativement isolée du reste de la population, peu d'entre-eux étaient capable de parler l’arabe ou d'autres langues, il semble que les relations entre colons latins et communautés locales, surtout celles qui étaient chrétiennes quoique de rites différents, soient devenues au fil du temps plus pacifiées, sauf dans les zones frontalières. Toutefois la présence franque dans la région fut de trop courte durée pour permettre une véritable acculturation qui aurait accouchée à une identité collective distincte.

## Géographie
Le territoire sur lequel devaient s’installer les croisés est constitué d’une bande de terre d’environ 700 kilomètres de longueur allant du golfe d’Alexandrette (aujourd’hui Iskenderum en Turquie) et de la Cilicie au nord jusqu’au golfe d'Aqaba et à la mer Rouge au sud. Cette région est dominée au nord par les montagnes des Alaouites culminant à plus de 1 500 mètres entre la côte syrienne et la basse vallée de l’Oronte; elle se poursuit au centre par les deux chaines du Mont Liban et de l’Anti-Liban au centre desquelles se trouve la vallée de la Bekaa d’une superficie de 4 000 kilomètres carrés; au sud, on atteint les collines de la Judée et de la Samarie qui, quoique plus basses peuvent s’élever jusqu’à 1 000 mètres. À l’ouest, on trouve une plaine côtière fertile parsemée de rangées de collines bien irriguées par les pluies d’hiver; dans le sud où la plaine est plus large, les collines s’abaissent jusqu’au désert du Néguev. À l’est des montagnes, une vaste dépression contient les vallées de l’Oronte, du Litani et du Jourdain auxquelles succède, sauf là où l’Anti-Liban s’élève au-dessus de la Bekaa, un plateau fertile; plus loin, les arbres disparaissent progressivement pour laisser place au désert au sud et à l’est.

## Histoire

### Le comté d’Édesse

Blason de la maison de Courtenay.

Le comté d’Édesse fut le premier État croisé à être créé dans la région. D’abord arménienne, puis prise en 1087 par les Turcs seldjoukides, la ville d’Édesse fut reprise par un Arménien, Thoros, qui pour repousser une contrattaque de l’émir de Mossoul dut faire appel aux croisés qui venaient de mettre le siège devant Antioche en 1097. Baudouin de Boulogne (comte d’Édesse : 1098-1110) qui rêvait de se tailler une principauté, répondit à son appel et, prenant en cours de route possession des villes de  Turbessel et  Ravendel dont les populations étaient aussi arméniennes, rejoignit Édesse où Thoros, vieillissant, en fit son collaborateur et héritier,. Baudouin ne devait toutefois pas demeurer longtemps régent avec Thoros. Une conspiration ourdie contre ce dernier qui n’était guère aimé de la population l’obligea à se retirer peu après, laissant Baudouin seul maitre d’Édesse en mars 1098. Pour se rallier la population, celui-ci épousa une princesse arménienne, Arda d’Arménie, qu’il répudiera par la suite. Bien qu’éloigné de la Terre Sainte, un État franc, sur le cours moyen de l’Euphrate, pouvait servir d’avant-poste défensif pour les futurs États chrétiens de Palestine, bien que sa position près des puissants seigneurs de Mossoul et d’Alep le rendait vulnérable à leurs attaques,. Un trésor byzantin (que les exactions de Thoros avaient fortement augmenté) ayant été découvert dans la citadelle, Baudouin put agrandir son domaine en achetant la principauté de l’émir Baldouk de Samosate. Apprenant la bonne fortune de Baudouin, nombre de chevaliers qui faisaient toujours le siège d’Antioche vinrent le rejoindre. Il les accueillit en les encourageant à épouser des princesses locales et à s’installer à titre de vassaux.
Dès le départ se dessinait ainsi le système de gouvernement qui s’étendra progressivement à l’ensemble de l’Outremer : le pouvoir était assuré par le prince franc et ses vassaux, mais chrétiens d’Orient (Arméniens, Grecs orthodoxes, coptes, jacobites, nestoriens et maronites), ainsi que musulmans continueront à assumer dans les gouvernements locaux les fonctions qui étaient les leurs auparavant.

Expansion du comté d’Édesse de 1098-1131.

En juillet 1100 Godefroy de Bouillon, devenu entretemps roi de Jérusalem, mourut. Choisi pour le remplacer, Baudouin de Boulogne dont la réputation avait pris une grande ampleur, partit pour Jérusalem, confiant le comté d’Édesse à son cousin Baudouin du Bourg (comte d’Édesse : 1110-1118), lequel continuera sa politique en nouant des alliances avec les seigneurs arméniens de Marash et de Mélitène. À la mort de Baudouin Ier en 1118, on fera appel à lui pour succéder à son cousin. Son successeur fut Jocelyn Ier (comte d’Édesse : 1119 – 1131) qui réussit à agrandir le comté jusqu’aux rives du Tigre au nord de Mossoul. Grièvement blessé en 1131, il meurt durant le siège de Kaisûn. Son fils, Jocelyn II (comte d’Édesse : 1131-1149) qui n’avait ni le prestige, ni l’énergie, ni le sens politique de son père, lui succéda.
Après s’être allié à la princesse Alix d’Antioche contre Foulques d’Anjou, roi de Jérusalem, il participa en 1138, avec Raymond de Poitiers, prince d’Antioche, à la croisade franco-byzantine contre Alep. L’appui des Latins n’ayant pas été suffisant, Jean II Comnène (r. 1118-1143) abandonna l’entreprise et Jocelyn se brouilla avec Raymond de Poitiers. Les musulmans devaient en profiter et Zenghi, le fils du gouverneur d’Alep sous le sultan Malik Shah Ier, en profita pour prendre Édesse en 1144. L’assassinat de Zenghi  en septembre 1146 permettra à Jocelyn de reprendre la ville le mois suivant. Sa victoire fut éphémère, car le fils de Zenghi, Nur ad-Din (vers 1117/8 -  émir d’Alep 1146 – décédé 15 mai 1174), assiégea de nouveau la ville dont Jocelyn s’enfuit le 2 novembre 1146. Le lendemain, la ville était prise.  Le comté est alors réduit à la rive ouest de l’Euphrate où Jocelyn s’est réfugié à Turbessel. Capturé alors qu’il se rendait à Antioche, Jocelyn mourut en captivité en 1150,; sa femme obtient alors du roi Baudouin III (r. 1143-1162) la permission de vendre ce qui restait de ses possessions aux Byzantins. Premier État croisé d’Outremer, le comté d’Édesse devait aussi être le premier à disparaitre, cinquante ans après sa fondation.

### La principauté d’Antioche

Blason de Baudouin VI d’Antioche.

Lors de leur passage à Constantinople, les croisés s’étaient engagés par serment à remettre les anciennes possessions byzantines à leur souverain légitime, le basileus. Malgré son serment, Bohémond de Tarente, fils de Robert Guiscard, entendait bien se créer un fief dans les territoires conquis.
Antioche, située sur la route principale menant d’Asie mineure en Palestine, fut la première ville importante que les croisés rencontrèrent en route vers la Terre Sainte,. Ville byzantine puissamment fortifiée, Antioche n’avait été conquise par les musulmans qu’en 1084. Le siège de la ville par l’armée croisée dura du 21 octobre 1097 au 3 juin 1098, période au cours de laquelle Baudouin de Boulogne quitta l’armée pour aller fonder le comté d’Édesse. Bohémond de Tarente  (vers 1054-mars 1111) menaça également de retourner en Italie chercher des renforts. Toutefois, ses capacités de stratège et l’importance de son contingent étaient nécessaires aux croisés si bien que les autres chefs croisés lui accordèrent tout ce qu’il exigeait y compris la promesse qu’Antioche appartiendrait au premier qui y entrerait. S’étant assuré de complicités dans la ville, il réussit à y pénétrer au matin du 3 juin et à y faire flotter son étendard. Malgré les protestations de Raymond IV, comte de Toulouse, il refusa de restituer la ville au basileus byzantin qui, si l’on en croit la Gesta francorum et aliorum Hierosolimitanorum, était prêt à le nommer gouverneur de la région et se déclara lui-même « prince », marquant ainsi son indépendance face à l’Empire byzantin ainsi qu’aux autres États croisés qui seront créés par la suite,.

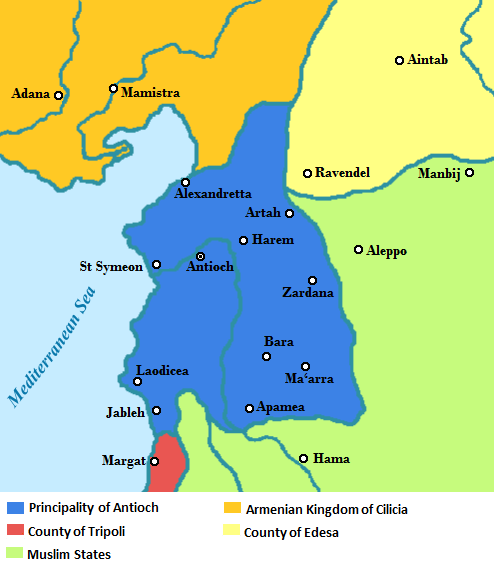
La principauté d’Antioche en 1135.

Sa situation était cependant précaire et il devait faire face tant aux empereurs byzantins désireux de reprendre leurs anciens territoires qu’aux Fatimides et aux Seldjoukides qui voulaient contrôler la Syrie du Nord. Capturé en 1100 par l’émir de Silva, il ne sera relâché qu’en 1103; il alla d’abord en Italie chercher de nouvelles troupes, mais fut mis en échec dès son retour par Alexis Ier devant Dyrrachium. Par le traité de Déabolis (Devol) (1108), il dut reconnaitre l’autorité de Constantinople sur sa principauté,, mais le traité fut immédiatement rejeté par Tancrède de Hauteville, déjà prince de Galilée et de Tibériade qui gouvernait Antioche en l’absence de Bohémond.  Il fut toutefois celui qui transforma le territoire en véritable principauté, établissant son autorité sur les princes arméniens au nord, incorporant la vallée de la Ruj et les environs après la bataille d’Artah contre les Aleppiens en 1105, annexant de fait Édesse entre 1104 et 1108 et occupant Tarse, les ports de Lattaquié, Banyas et, brièvement, Jubail,.
Après la mort de Tancrède en 1112, la principauté deviendra un État vassal du roi de Jérusalem, jusqu’à ce qu’en 1136 Constance, fille de Bohémond II (r. 1111-1130), épouse Raymond de Poitiers (r. 1136 – 1149),. Comme ses prédécesseurs, ce dernier tentera de s’agrandir aux dépens de la province byzantine voisine de Cilicie, mais Jean II Comnène (r. 1118 – 1143) vint assiéger Antioche et força Raymond à reconnaitre sa suzeraineté. Toutefois une émeute fomentée par Josselin II d’Édesse obligea les Grecs à quitter la ville. Raymond sera tué à la bataille d’Inab en 1149; sa veuve épousera en 1153 Renaud de Châtillon (r. 1153 - 1160 ou 1161) qui se rendit vite odieux tant à ses voisins Aleppins qu’aux Byzantins et à ses propres sujets.
Attaqué en 1158 par Manuel Ier Comnène venu reconquérir la Cilicie sur les Arméniens, Renaud dut s’humilier et reconnaître la suzeraineté byzantine,. À partir de ce moment, la principauté fut ballottée  entre Constantinople et l’Arménie. En 1164, Bohémond III (r. 1163-1201), fils de Constance et de son premier mari Raymond de Poitiers, fut fait prisonnier par Zenghi et ne dut sa libération qu’à l’intervention conjointe du  roi Amaury Ier de Jérusalem (r. 1163 – 1174)  et de l’empereur Manuel Ier Comnène (r. 1143 – 1180). Dès sa libération, il se rendit à Constantinople où il accepta sans conditions le retour du patriarche orthodoxe d’Antioche, Athanase II, en dépit des remontrances du patriarche latin.
Grâce à l’aide des flottes italiennes, la principauté résistera aux attaques de Saladin. Prudemment, elle ne participera ni à la troisième croisade alors que les restes de l’armée de Frédéric Barberousse s’arrêteront quelque temps à Antioche pour y enterrer l’empereur mort noyé en 1190, ni aux cinquième et septième croisades qui viseront principalement l’Égypte. Les conflits avec l’Arménie prendront fin en 1254, lorsque Bohémond VI (r. 1251-1268), épousera une princesse arménienne du nom de Sibylle. Ce ne sera toutefois que pour être prise dans les conflits entre les Mamelouks et les Mongols; après la défaite mongole en 1260 lors de la bataille d’Aïn Djalout, Baybars (sultan 1260 à 1277), sultan d’Égypte et de Syrie, se retourna contre Antioche et l’Arménie, alliée des Mongols. La ville, prise en 1268, tombera de même que la totalité du nord de la Syrie franque. La principauté avait duré 171 ans; sa destruction entraina le déclin rapide de la chrétienté en Syrie septentrionale.

### Le Royaume de Jérusalem

Blason du Royaume de Jérusalem.

Après avoir conquis Antioche, les croisés reprirent leur route vers le sud, parvenant devant Jérusalem le 7 juin 1099,. La ville était entre les mains des califes fatimides d’Égypte qui, après l’avoir perdue au profit des Seldjoukides en 1073, l’avaient reprise en 1098. Le siège de la ville devait durer un mois et sa prise se terminer par un massacre des habitants juifs et musulmans que rapportera plus tard avec horreur Anne Comnène,,. Le territoire ainsi conquis se limitait aux villes de Jérusalem et Bethléem, au port de Jaffa et à la route qui les reliait. Se posa alors la question de la gestion matérielle et spirituelle du territoire conquis. Des quatre grands qui étaient partis de Constantinople, Raymond de Saint-Gilles (aussi connu comme Raymond IV de Toulouse) semblait le mieux placé, mais il n’était guère apprécié de ses pairs : on lui offrit le poste, mais pour des motifs obscurs, il refusa. Godefroy de Bouillon, duc de Basse-Lotharingie (1058-1110), fut alors choisi,. Comme patriarche, on choisit  Arnoul de Chocques (patriarche 1099, puis 1112-1118) qui se donna comme première tâche de latiniser l’évêché heurtant les chrétiens d’autres rites qui commençaient à affluer à Jérusalem après le meurtre ou le départ des musulmans,. Rapidement toutefois les relations entre Godefroy de Bouillon et ses pairs se détériorèrent. À la fin du mois d’aout, après une victoire remarquable contre le vizir al-Afdal près d’Ascalon, une dispute éclata entre celui-ci et Raymond de Saint-Gilles. Ce dernier ainsi que Robert de Flandre et Robert de Normandie décidèrent de quitter la Palestine, les deux derniers pour retourner en Europe, le premier pour aller fonder le comté de Tripoli,.
Godefroy de Bouillon devait décéder le 18 juillet 1100. Le nouveau patriarche de Jérusalem, Daimbert de Pise (patriarche 1099-1102) menaçant de transformer le territoire en théocratie dirigée par l’Église, le frère cadet de Geoffroy, Baudouin, abandonna son comté d’Édesse pour rentrer à Jérusalem. Si Godefroy avait refusé le titre de « roi », se contentant de celui d’ « Advocatus Sanctii Sepulchri » que l’on traduit généralement par « avoué ou défenseur du Saint Sépulcre », titre qui impliquait à la fois des devoirs civils et religieux, Baudouin n’eut guère d’hésitation et fut couronné roi de Jérusalem le 25 décembre en la basilique de la Nativité de Bethléem,, mettant un terme aux espoirs du patriarche.
Baudouin de Boulogne (Baudouin Ier de Jérusalem) devait être le véritable fondateur du royaume, étendant ses frontières de Beyrouth au désert du Néguev et faisant reconnaître la suzeraineté du royaume de Jérusalem sur les autres États latins d’Orient. Comme il l’avait fait à Édesse, il s’emploiera d’abord à agrandir son royaume, s’emparant d’abord du littoral grâce à des flottes alliées (Venise, Gênes, Pise, Provence) : au port de Jaffa qu’il détenait, il ajouta successivement les ports d’Arsouf, Césarée (1101), Lattaquié (1103) Saint-Jean-d’Acre (1104), Tripoli (1109) Beyrouth et Sidon (1110), après quoi, se tournant vers la mer Rouge, il s’empara également d’Ayla (1116),.

Les fiefs du Royaume de Jérusalem en 1187.

Baudouin du Bourg qui lui avait succédé comme comte d’Édesse (1110-1118)  lui succédera également comme roi de Jérusalem sous le nom de Baudouin II (r. 1118 – 1131).  Il parvint à renforcer la présence franque le long de la côte en s’emparant de Tyr grâce à l’appui d’une flotte vénitienne, laquelle en profita pour fonder des colonies marchandes autonomes dans les villes côtières. Mais il ne put s’avancer à l’intérieur de la Syrie, les villes d’Alep et de Damas restant aux mains des musulmans.  Si les succès de la première croisade étaient dus entre autres aux divisions entre musulmans , la réunification de la Syrie sous la direction de Nur ad-Din allait mettre un frein à l’avance des croisés et la deuxième croisade pendant le règne de Mélisande (reine : 1131 – 1143; régente pour Baudouin III : 1143 – 1152) et de son mari Foulque d’Anjou échoua devant Damas.
Les règnes de  Baudouin III (r. 1143 – 1162) et d’Amaury Ier (r. 1163 – 1174) sont marqués par la recherche d’alliances auprès de Byzance et de l’Égypte fatimide; mais le califat fatimide est en plein déclin et Saladin, alors général de Nur ad-Din, l’abolit en 1171 avant de succéder à ce dernier en 1174. Maitre à la fois de la Syrie et de l’Égypte, il peut alors prendre en tenaille les États latins pendant le règne du roi lépreux  Baudouin IV (r. 1174-1185). La mort de celui-ci et les intrigues que mènent autour du roi-enfant Baudouin V (né 1177; roi 16 mars 1185; meurt aout 1186) la reine-mère Agnès de Courtenay (1133 † 1184/5) et Guy de Lusignan, époux de la reine Sybille (r. 1186-1187), permettront à ce dernier de devenir roi (r. 1186-1192) à la mort de Baudouin V. Saladin saisit l’occasion et, après la bataille de Hattin (4 juillet 1187), s’empare de Jérusalem,.
Seul Conrad de Montferrat, seigneur de Tyr (1187-1192), le tient en échec devant sa ville et Saladin doit lever le siège le 2 janvier 1188. Saladin décide alors de libérer Guy de Lusignan au cours de l’été espérant neutraliser Conrad. Mais le stratagème ne réussit pas et Guy de Lusignan part plutôt avec quelques chevaliers à l’assaut de Saint-Jean-d’Acre où  il est rejoint par Philippe II Auguste de France et Richard Cœur de Lion d’Angleterre, qui dirigent la troisième croisade. La ville capitule en juillet 1192  et la rivalité reprend entre Guy et Conrad, Guy étant soutenu par Richard Cœur de Lion et Conrad par Philippe Auguste,. En mai 1192, le roi Richard est contraint de reconnaître Conrad de Montferrat comme roi de Jérusalem; en compensation, il promet à Guy de Lusignan l’île de Chypre où celui-ci s’installe, emmenant avec lui un grand nombre de Francs qui avaient perdu leurs fiefs en Palestine et faisant ainsi de l’île l’un des États latins d’Orient où se perpétueront les traditions d’Outremer jusqu’au XVe siècle.
Conrad de Montferrat ne devait guère demeurer roi titulaire de Jérusalem longtemps : il fut assassiné le 28 avril 1192.   Se succédèrent alors les deux maris subséquents d’Isabelle, Henri II de Champagne (r. 1192-1197), puis Amaury II de Lusignan (r. 1197-1205), lequel parvint à reprendre plusieurs ports et à reconstituer le royaume tout le long du littoral, de Jaffa à Beyrouth (1197),. À sa mort, ce fut Marie de Montferrat (r. 1205-1212) qui lui succéda sous la régence de Jean d’Ibelin  qui la maria à Jean de Brienne (roi de Jérusalem 1210-1225).  En 1218, celui-ci lança une expédition en Égypte dans le but de négocier la restitution de Jérusalem. Le 5 novembre 1219, il prit Damiette, et le sultan d’Égypte était disposé à échanger la ville contre Jérusalem mais le légat papal Pélage Galvani s’y opposa et marcha sur Le Caire au moment de la crue du Nil. L’expédition tourna ainsi à la catastrophe et les succès de l’opération furent réduits à néant,.
Pour obtenir des secours de l’Occident, Jean de Brienne maria en 1225 sa fille Isabelle à l’empereur romain germanique Frédéric II de Hohenstaufen, lequel le lendemain du mariage l’écarta du trône. Jean de Brienne devait par la suite devenir empereur latin de Constantinople (r. 1231-1237),. Frédéric II, bien qu’ayant réussi à récupérer Jérusalem par traité, mécontenta les barons et la « guerre des Lombards » éclatera entre les impériaux et les barons. Ce n’est qu’en 1232 que les barons l’emportèrent, ne laissant aux impériaux que la ville de Tyr qui fut prise en 1243. Un gouvernement collégial dirigé par Jean d’Ibelin puis par son fils Balian fut mis en place au milieu d’une anarchie croissante et  Jérusalem fut reprise par les musulmans en 1244. Saint Louis prit  la tête d’une croisade, mais fut fait prisonnier à Damiette. Après sa libération, il gouverna le royaume de 1250 à 1254 et le réorganisa, mais l’anarchie revint après son départ, aggravée par les rivalités entre les Génois et les Vénitiens (guerre de Saint-Sabas) ainsi que la prétention simultanée au trône de Hugues III de Chypre et de Charles d’Anjou. Pendant ce temps, le sultan mamelouk Baybars reprenait petit à petit les différentes places fortes du royaume. La dernière place forte franque fut Saint-Jean-d’Acre, qui fut prise le 28 mai 1291,.

### Le comté de Tripoli

Blason du comté de Tripoli.

Personnage singulier, chef de l’armée des Provençaux,  Raymond de Saint-Gilles (aussi connu comme Raymond IV ou VI de Toulouse), fut lors de l’arrivée des croisés à Constantinople le seul à refuser de prêter serment d’allégeance à l’empereur Alexis Ier Comnène, promettant seulement de ne pas aller contre ses intérêts. Après la prise d’Antioche, il s’opposa à ce que Bohémond de Tarente en devienne le prince, insistant pour que l’armée reparte rapidement vers Jérusalem. Après la prise de Jérusalem en 1099, il refusera la couronne que lui offraient ses pairs qui opteront alors pour Godefroy de Bouillon. Il participe à la bataille d’Ascalon, puis viendra à l’aide des Byzantins qui défendent Lattakié contre un des chefs de la croisade, Bohémond de Tarente, prince d’Antioche.
Après un séjour à Constantinople, il revient en Terre Sainte pour se tailler un fief qui commanderait à la fois la route de l’Oronte et celle de la côte, avec pour capitale Homs en bordure du désert. Il conquiert Tortose le 21 avril 1102  et Gibelet (Djébaïl / Byblos) le 28 avril 1104,.  Après avoir échoué à prendre Homs, il  met le siège devant Tripoli en 1102, mais la ville, ravitaillée par mer, lui résistera pendant de longs mois. Aussi, fait-il  construire en 1103 une puissante forteresse au Mont-Pèlerin (connu jusqu’à ce jour en arabe comme Qual’at Sanjil) à trois kilomètres de Tripoli avec l’aide d’Alexis Ier. Cela ne suffit pas à lui permettre de conquérir le port. Tout en maintenant le siège sur Tripoli, il aide le roi Baudouin Ier de Jérusalem à prendre Saint-Jean-d’Acre. Il reprend ensuite le siège de Tripoli, mais est gravement blessé d’une flèche et meurt le 25 février 1105 léguant tous ses biens occitans à son jeune fils Alphonse-Jourdain,  et le comté de Tripoli à Bertrand (comte de Tripoli : 1109 à 1112), second fils né d’une union non reconnue par l’Église.
Prenant prétexte de l’absence de ce dernier, Guillaume de Cerdagne (comte de Tripoli 1105-1110), demi-frère de la mère de Raymond, fut choisi pour lui succéder en fonction du principe admis en Terre Sainte que l’absence ou l’occupation déterminait la propriété (« Assise de l’an et jour »,,).  Mais Bertrand se présenta en Terre Sainte à la tête d’une puissante armée et d’une imposante flotte génoise, pour revendiquer l’héritage de son père; il chercha immédiatement l’appui du roi de Jérusalem qu’il reconnut comme son suzerain, alors que Guillaume sollicitait celui de Tancrède d’Antioche. Utilisant son privilège royal, Baudouin Ier vint à la tête de son armée régler le différend en décidant que le comté serait séparé en deux, séparation qui ne fut que temporaire, car l’assassinat de Guillaume en 1110 permettra à Bertrand de réunifier le comté.   Entretemps, l’arrivée de ces renforts fit en sorte que Tripoli se rendit en juillet 1109. Le territoire de Bertrand s’étendait sur le territoire de l’actuel Liban de Maraclée au nord jusqu’au fleuve Lycus (Nahr el-Kalb) près de Beyrouth au sud et, à l’intérieur, jusqu’au Crac des Chevaliers et à la vallée de l’Oronte. Bien qu’en théorie vassaux du roi de Jérusalem, les comtes de Tripoli jouissaient d’une indépendance presque totale et, sur le plan ecclésiastique, leur Église continuera à dépendre de celle d’Antioche et non de celle de Jérusalem comme en avait pourtant décidé le pape,.

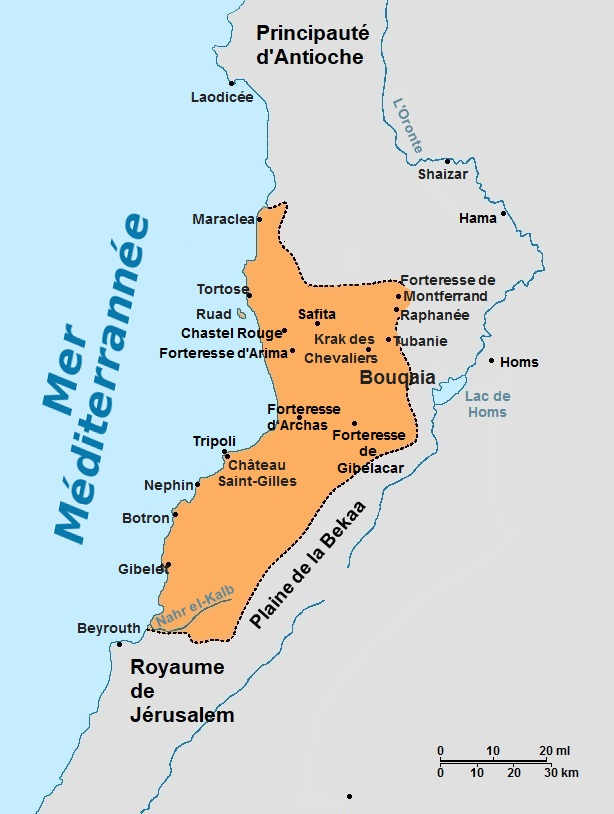
Les principales villes du comté de Tripoli.

Après la mort de Bertrand en 1112, le comté deviendra la proie de conflits aussi bien internes qu’externes jusqu’à sa disparition.
À partir de 1132, une secte dérivée des Isma’ili, les Assassins, fit son apparition dans le massif montagneux des Alaouites près de Tortose. Quoique leurs victimes aient été en général des musulmans orthodoxes sunnites, ils assassinèrent le comte Raymond II (comte : 1137-1152) en 1152.
Pour lutter contre ceux-ci et pour assurer une meilleure défense du comté, Raymond II avait concédé de grands territoires à l’est aux Hospitaliers de l'ordre de Saint-Jean de Jérusalem. Dans les années 1150, les Templiers acquirent Tortose. Les deux ordres se mirent à construire des forteresses ici et là dans le pays dont le Crac des Chevaliers à Hisn-al-Akrad. En récompense de leur rôle dans la formation du comté, les Génois se virent concéder le quart de la ville de Tripoli ainsi que le port de Jubail et, tout comme les chevaliers, s’administrèrent de façon plus ou moins indépendante.
À ceci s’ajouta nombre d’intrigues, de révoltes et d’assassinats, jusqu’à ce que la dernière comtesse, Lucie (comtesse : 1287-1288), soit déposée en 1288 et que Tripoli devienne une commune autonome sous le protectorat de Gênes. Pendant ce temps, les Mamelouks continuaient leur progression et le 26 avril 1289, le sultan Qalawun prit la ville. Lucie dut s’enfuir à Chypre chez son parent le roi Henri II; Tripoli fut rasée  et la population massacrée ou réduite en esclavage,.

## Les institutions politiques

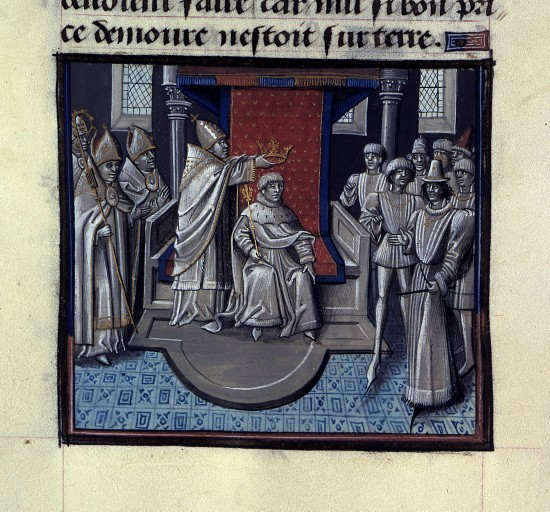
Couronnement d’Amaury Ier comme roi de Jérusalem dans le livre « Historia » de Guillaume de Tyr (BNF, Mss.Fr.68 [archive], folio 297v).

Les croisés tenteront de transposer au Proche-Orient le système féodal pratiqué en Europe . De façon générale toutefois, ce système ne concernera que les classes dirigeantes de la société (i.e. les chevaliers européens et leur entourage immédiat), la petite bourgeoisie locale et le peuple continuant largement à s’administrer comme avant la conquête.
Dans ces institutions politiques, il importe de distinguer le Royaume de Jérusalem où le roi, considéré comme l’ « Oint du Seigneur », jouira d’un prestige particulier quoique limité  des autres États croisés. 
Le Royaume de Jérusalem sera au départ une monarchie élective : Godefroy de Bouillon sera choisi par l’ensemble de ses pairs. Par la suite, la monarchie se voudra héréditaire, mais l’absence fréquente d’héritier masculin offrira le trône à de proches parents (Baudouin Ier, Baudouin II) ou à des reines, dont le mari est alors confirmé par les barons du royaume (Mélisande et Foulque V, Sybille et Guy de Lusignan),. Aussi, l’ultime souveraineté reposera dans le corps de la noblesse réunie sous le nom de « Cour des Liges » ou « Haute Cour », où se retrouvaient également les dignitaires ecclésiastiques, les dirigeants d’ordres militaires et, occasionnellement, de distingués visiteurs. Son rôle sera d’autant plus important qu’il lui appartiendra de voter les taxes spéciales requises par la défense du royaume ou les guerres du roi.
Les statuts, lois et coutumes du royaume seront réunies sous Godefroy de Bouillon dans un recueil appelé « Assises de Jérusalem ». De nombreux autres textes s’y ajouteront par la suite, textes que l’on tentera de rassembler sous le règne d’Amaury Ier de Lusignan, sans véritablement les colliger en un tout cohérent,. Ces écrits disparaitront avec la grande défaite de Hattin en 1187, si bien qu’au XIIIe siècle avec l’établissement du royaume à Saint-Jean-d’Acre, ces textes n’existeront plus que dans la mémoire des survivants qui feront de leur mieux pour les retranscrire.
Outre la Haute Cour qui regroupe la noblesse du royaume, on trouve la Cour des bourgeois qui regroupe les roturiers qui ont participé à la croisade au même titre que les chevaliers et qui une fois installés, se sont enrichis grâce au commerce. Si ces bourgeois ne peuvent acquérir de fiefs, ils peuvent toutefois acquérir des propriétés qui constitueront une force économique et, dès lors politique, considérable permettant à l’occasion au roi de contrebalancer les pouvoirs de la noblesse. Cette cour sera présidée par le vicomte de Jérusalem qui a en outre la charge de voir à la rentrée des impôts. Elle juge des litiges entre les roturiers eux-mêmes ou entre ceux-ci et l’État. Sa compétence est essentiellement municipale et on retrouvera de telles cours dans une trentaine de villes du royaume .
Enfin, les communautés autochtones avaient leurs propres cours lesquelles, sous la présidence d’un chef coutumier nommé par le vicomte, appliquaient le droit coutumier dans les affaires locales.
Sous Amaury Ier fut également créée une Cour de la Fonde qui avait à connaitre les questions concernant la population locale. Régie par un bailli nommé par le seigneur local, elle regroupait six jurés dont deux Francs et quatre autochtones. Les plaideurs pouvaient jurer sur leur propre livre saint. Les appels contre ses décisions se faisaient devant la Cour des bourgeois.
Comme en Europe, le royaume était divisé en fiefs dont le dirigeant pouvait porter divers titres : prince de Galilée, comte de Jaffa, seigneur d’Outre-Jourdain. Ces territoires pouvaient à leur tour être divisés en plusieurs seigneuries. Ainsi, le comté de Jaffa comprenait les seigneuries d’Ascalon, d’Ibelin, de Rama et de Mirabel. Dans le Royaume de Jérusalem, outre les fiefs concédés à ses vassaux, le roi avait son propre domaine comprenant la Judée et la Samarie avec comme principaux centres Jérusalem et Naplouse ainsi que les seigneuries d’Acre (1104) et de Tyr (1124). La relation entre le vassal et son suzerain étaient contraignantes, faites d’obligations réciproques, principalement militaires, mais aussi financières et politiques, ce qui pouvait occasionner des conflits embarrassants lorsqu’un vassal dépendait d’un suzerain pour l’un de ses fiefs et d’un autre pour un autre fief.
Un système similaire existait dans les comtés de Tripoli, d’Édesse et la principauté d’Antioche, la principale différence étant que la succession y était, en théorie du moins, héréditaire et non élective. Les différences se situaient surtout au niveau de l’administration; les us et coutumes principalement financières  existant au moment de la conquête furent maintenues par les nouvelles autorités latines, mais pouvaient varier en fonction de la composition de la société locale. À Édesse, situé aux confins de la chrétienté et où colons francs et grands fiefs étaient peu nombreux, le comte vivait davantage comme les émirs turcs qui l’entouraient. Le comté de Tripoli, voisin de Jérusalem, avait un système politique assez semblable à ce dernier : le comte avait sa Haute Cour et ses domaines personnels étaient plus importants que ceux de ses vassaux. Si, superficiellement, les institutions de la principauté d’Antioche ressemblaient à celles de Jérusalem, le pouvoir y était beaucoup plus concentré entre les mains du prince, lequel pour ses domaines, avait adopté un système très similaire à celui de Byzance.  Lattaquié et Djabala étaient gouvernées par un duc qui avait la mainmise complète sur la municipalité et qui ne relevait que du prince, lequel considérait le roi de Jérusalem comme son ainé, mais non comme son supérieur et entretenait une relation spéciale avec l’empereur de Constantinople.
Au niveau local, l’administration pouvait également différer selon la composition ethnique de la population. Ainsi, dans le Royaume de Jérusalem, les nouveaux arrivants habitaient surtout dans les villes, alors que les campagnes étaient occupées par des populations musulmanes, chrétiennes de rite syriaque, grecques orthodoxes, ou juives; à Antioche, les communautés locales étaient grecques, arméniennes et musulmanes Dans le cas de ces sociétés multiethniques, comme à Jérusalem, on distinguait les conflits « religieux » qui étaient confiés aux qadis ou aux rabbins et les conflits « séculiers » qui étaient confiés à la Cour du Raïs.

## La défense

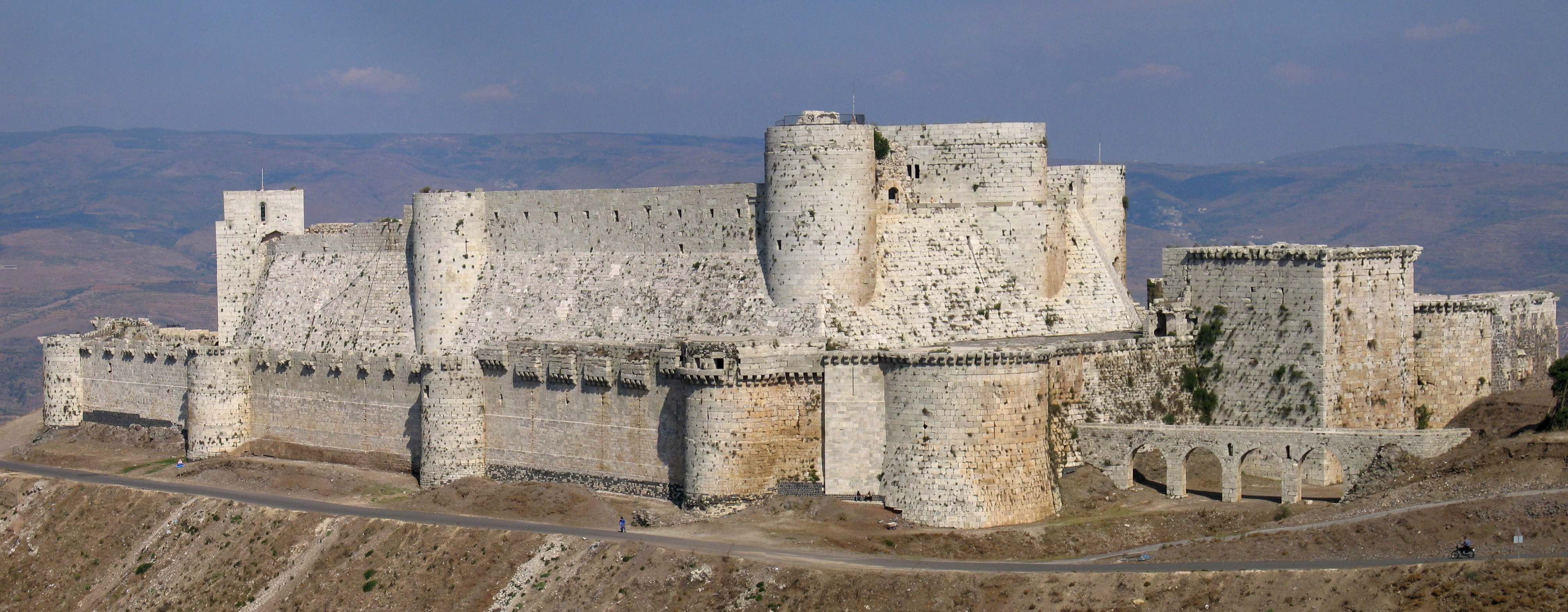
Le « Krak des chevaliers », forteresse syrienne des Hospitaliers.

Conquis par la force, les États croisés auront constamment besoin de soldats pour défendre leurs territoires non seulement contre les musulmans, mais aussi contre leurs propres compatriotes, les seigneurs francs conservant outremer les habitudes de mauvais voisinage acquises en Europe. Or bon nombre des chevaliers qui avaient pris part aux croisades retournèrent chez eux avec leurs troupes une fois leur vœu accompli. On estime au maximum à un millier le nombre des barons et chevaliers établis dans le Royaume de Jérusalem. L’ensemble des chevaliers des trois autres États devait s’élever à peu près au même nombre. Le nombre des « sergents » ou soldats armés de pied en cap qui s’installèrent comme colons après la conquête s’élevait à environ 5 000 hommes vers 1150. À ceux-ci s’ajoutaient les « turcopoles », recrutés sur place, armés et entrainés sur le modèle de la cavalerie légère byzantine et qui incluaient à la fois des chrétiens et des convertis locaux.
Les besoins en termes de défense ne furent pas les mêmes au XIIe siècle et au XIIIe siècle. Jusqu’au traité de Jaffa en 1192 et à la mort de Saladin l’année suivante, la situation était dominée par des conflits entre émirs guerriers, atabegs, seigneurs et mercenaires en tous genres venant de mini États qui concluaient entre eux des alliances faisant fi de la région, de la race ou de la religion.  Après que l’avance musulmane eut fait perdre aux États latins tout le territoire à l’est de l’Oronte en 1170, la défense d’Outremer se concentra au sud avec la prise d’Ascalon en 1153 et se dirigea vers l’Égypte où Saladin commençait à bâtir son empire. Mais en dépit des sièges d’Alexandrie, de Damiette et de Bilbéis, ils ne purent empêcher ce dernier de conquérir la Syrie et de les encercler. Et si les derniers Ayyoubides avaient semblé s’accommoder de la présence des enclaves chrétiennes, la situation changea avec l’arrivée au pouvoir des Mameloukes en Égypte en 1250 et leur volonté de mener une guerre sainte ou djihad contre les chrétiens. Cette nouvelle géopolitique augmentait considérablement le rôle de la puissance maritime laquelle, grâce à l’exploitation des routes commerciales maritimes, permit la survie du royaume de Jérusalem.
Sitôt établis sur leurs nouvelles terres au XIIe siècle, les seigneurs croisés s’étaient empressés, comme ils l’avaient fait en Occident, de construire des châteaux qui devaient servir de résidence, centre administratif et économique, mais non de défense contre l’envahisseur. La plupart de ceux construits au XIIe siècle ne l’étaient du reste pas sur les frontières, mais dans des régions paisibles et servaient à des fins seigneuriales plutôt que militaires. De fait les attaques arabes étaient davantage des razzias visant à s’emparer de butin que des guerres de conquêtes; ce qui comptait était moins l’épaisseur des murailles de ces châteaux que la capacité de la garnison de se porter à la rencontre de l’ennemi et de le repousser avec l’aide des garnisons voisines.
À mesure que le siècle progressait et que la situation se faisait plus menaçante, on dut recourir aux ordres militaires qui, dès 1187, étaient devenus les principaux propriétaires terriens d’Outremer; non seulement ils ne coutaient rien au roi, mais ils étaient les seuls à construire et à entretenir des forteresses ayant un but essentiellement défensif.

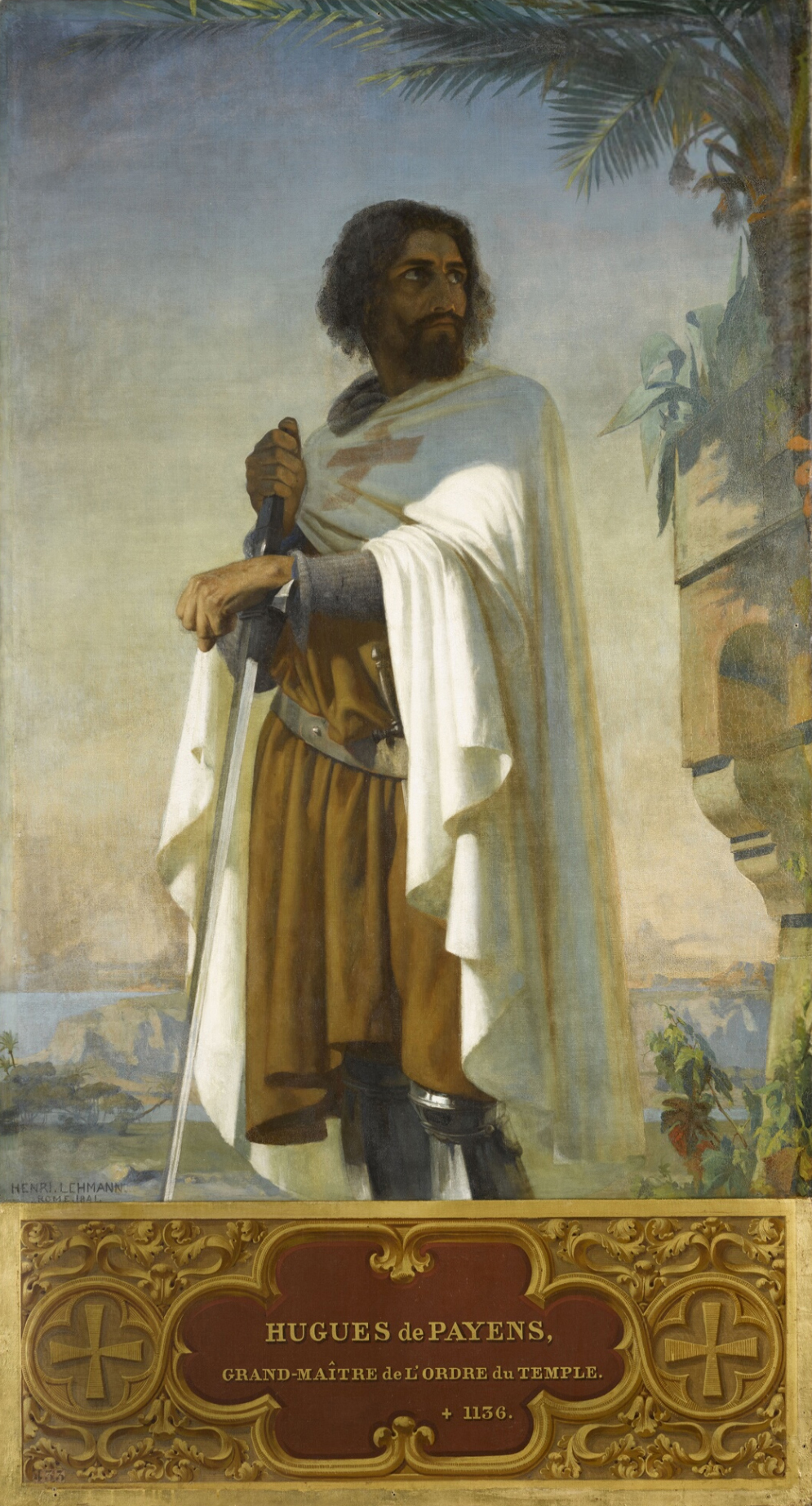
Hugues de Payens, premier grand-maître de l’ordre du Temple (?-1136).

Les Hospitaliers de l'ordre de Saint-Jean de Jérusalem créèrent un hôpital à Jérusalem dans les années 1080 pour prendre soin des pèlerins malades ou dépourvus de moyens financiers. Leur rôle prit de l’ampleur après la conquête de 1099. Ils reçurent de nouvelles propriétés du roi Baudouin et furent confirmés dans leur rôle par le pape en 1113. Ce n’est que dans les années 1130 qu’ils se dotèrent également d’une vocation militaire sur le modèle des Templiers créés entretemps. Sans perdre leur vocation originale, les Hospitaliers servaient dès 1126 dans l’armée du roi de Jérusalem et en 1136 se virent confier la garnison de forteresses aux frontières,.
Les Templiers, dont le nom vient du fait que leur quartier général était situé dans l’enceinte du Temple de Jérusalem, avaient été fondés en 1119 par un groupe de chevaliers dirigés par Hughes de Payens et Geoffroy de Saint-Omer afin de protéger les routes qu’empruntaient les pèlerins; leur vocation était donc militaire dès le départ. Dix ans plus tard, Hughes de Payens fit une tournée des pays européens qui lui rapporta des dons considérables tant en argent qu’en terres ou concessions tarifaires; en 1150, l’ordre était devenu un riche propriétaire terrien en Angleterre, en Italie et en Espagne, de même qu’en France du Nord, au Languedoc et en Espagne.
À partir de 1192, le Royaume de Jérusalem maintenant localisé à Acre se mit à dépendre de plus en plus de son commerce maritime lequel fournit aux républiques italiennes l’occasion de s’implanter en Outremer, servant non seulement au commerce des marchandises venant d’Orient, mais également au transport des pèlerins venant en Terre Sainte, se transformant en cas de nécessité en marine de guerre. Initialement, Venise était prédominante à Tyr, Gênes et Pise à Acre, bien qu’à partir des années 1260, Venise y prit également le dessus.
Il y avait toutefois de sérieux inconvénients à s’appuyer ainsi sur les ordres militaires ainsi que sur les républiques italiennes. Dans le premier cas, le roi à Jérusalem ou les autres seigneurs n’avaient aucun contrôle sur ces ordres qui dépendaient seulement du pape. Les terres qui leur étaient attribuées ne rapportaient de taxe ni à l’État, ni à l’Église. De plus ils ne combattaient dans les armées que comme alliés volontaires et les Templiers boycottèrent l’expédition d’Égypte en 1158. Les grands maitres siégeaient à la Haute Cour du roi et leurs représentants le faisaient dans les Hautes Cours du prince d’Antioche et du comte de Tripoli où ils poursuivaient les intérêts de leurs ordres respectifs, signant à l’occasion leurs propres ententes avec des émirs musulmans lorsqu’ils y voyaient avantage. Enfin, la rivalité constante entre les deux ordres principaux devait constituer une menace permanente et il est rare qu’ils puissent être persuadés de faire campagne de concert.
En ce qui concerne les républiques italiennes, il fallait non seulement payer celles-ci pour les services qu’elles rendaient, mais également leur concéder des ententes d’exclusivité, leur propre quartier dans les grands centres commerciaux, l’extraterritorialité pour ces quartiers et l’affranchissement partiel ou complet des droits de douane. De plus, tout comme les ordres, il y avait danger de conflits entre les deux communautés ou entre celles-ci et des potentats locaux. Les Vénitiens détestaient l’archevêque de Tyr; les Génois furent longtemps en froid avec Amaury Ier. Ce à quoi s’ajoutait que le pape se rangeait systématiquement du côté des Italiens qui, ayant dicté les termes des contrats, avaient généralement le droit de leur côté.

## L’économie

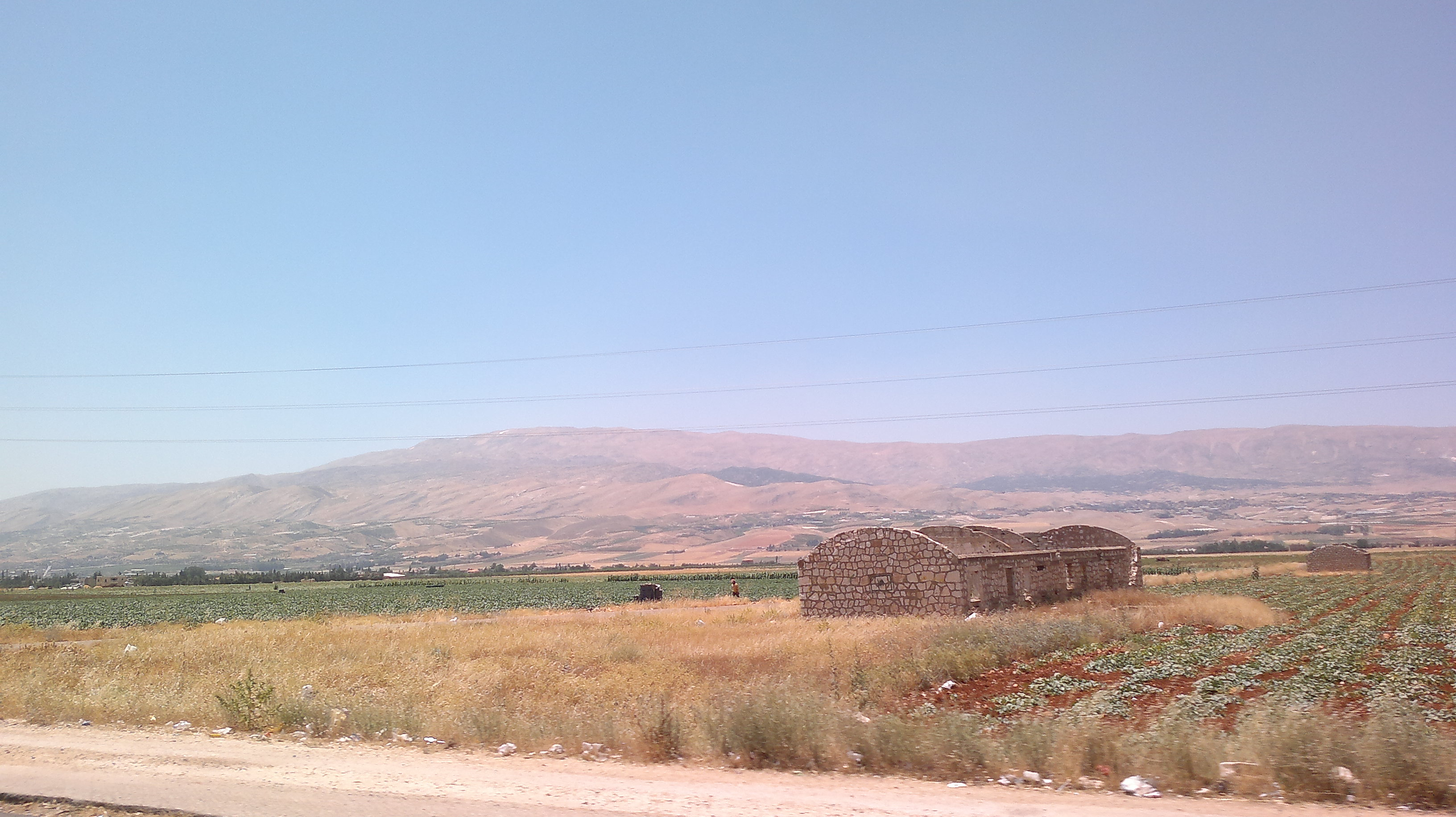
Plaine agricole de la Bekaa

Dès les débuts on se rendit compte de la nécessité de l’immigration pour renforcer la conquête militaire. Mais la Palestine était un pays pauvre où la prospérité de la période romaine avait été interrompue par les guerres de l’époque des califes omeyyades, puis abbasides. De plus, c’était un pays insalubre où régnaient la malaria, la typhoïde et la dysenterie, et où les épidémies de peste et de choléra ravageaient la population. Les seigneurs latins firent de louables efforts pour attirer des colons sur leurs terres. Ainsi le roi de Jérusalem et ses agents offrirent des contrats avantageux à ceux qui s’établiraient dans la plaine d’Acre dans les années 1140 et 1160; le prieuré du Saint-Sépulcre établit un impressionnant système de villages au nord de Jérusalem; les Hospitaliers tentèrent d’attirer des colons francs à Bethgibelin après 1136 et dans la plaine du Sharon. Mais la colonisation latine demeura inégale en Outremer et semble s’être concentrée là où la communauté locale était déjà chrétienne : grecs orthodoxes, maronites, syriaques ou jacobites. L’attitude à l’endroit des musulmans demeurés sur place après la conquête semble avoir variée : si ceux-ci étaient interdits de séjour à Jérusalem, Tancrède semble avoir encouragé leur installation dans la principauté d’Antioche, négociant même la libération de leurs épouses retenues à Alep.
Néanmoins, les tentatives d’implantation n’eurent guère le succès escompté et, surtout après le désastre de 1187, nouveaux arrivants et réfugiés se concentrèrent dans les villes, où le commerce et la finance jouaient un grand rôle, l’industrie agricole servant surtout à alimenter celles-ci à l’exception peut-être d’Antioche et de la Galilée où l’agriculture florissait.
Sur le plan agricole, la pénurie de céréales que traduit leur importation dans les premières années fut bientôt résolue. Des champs de blé couvraient la plaine d’Esdraedon; la vallée « tropicale » du Jourdain produisait des bananes et autres fruits exotiques, tandis que dans la plaine côtière on cultivait légumes et oranges amères. L’olive, bien connue des Méditerranéens, demeura une culture de choix de même que la vigne et les arbres fruitiers sur les collines où l’on élevait également moutons, chèvres et cochons. De plus, le pays était plus boisé qu’il ne l’est aujourd’hui et il restait de grandes forêts en Galilée, dans la chaine du Carmel et autour de Samarie, ainsi qu’une vaste pinède sur la côte au sud de Césarée,.
La production industrielle principale était le sucre que les premiers croisés apprirent à extraire de la canne grâce aux Syriens. Le centre de production était situé à Tyr; il y avait une grande manufacture de sucre à Acre et des usines dans la plupart des villes côtières. Presque tout le sucre consommé en Europe à l’époque venait de Terre Sainte. Venait ensuite les tissus variés : le ver à soie était élevé depuis des siècles autour de Beyrouth et de Tripoli alors que le lin était cultivé dans les plaines. Les communautés juives pour leur part se spécialisaient dans la production de verre aux couleurs variées. Enfin, l’Égypte achetait en grande quantité pour sa flotte le bois produit dans les forêts du Liban et du sud d’Antioche.
Toutefois le commerce entre les régions était limité par la précarité du réseau routier. Les seules grandes routes de la côte vers l’intérieur étaient celles de Saint-Siméon vers Alep via Antioche, de Tripoli à Homs, de Tyr vers la Bekaa, et d’Acre vers la Galilée et, au-delà, vers Damas. Limité, ce réseau reliait toutefois la Terre Sainte à l’Orient dont les produits comme les épices, teintures, bois parfumés, soies et porcelaines étaient de plus en plus en demande en Europe et les princes de l’Orient latin tiraient d’importants revenus des biens qui traversaient ainsi le pays.

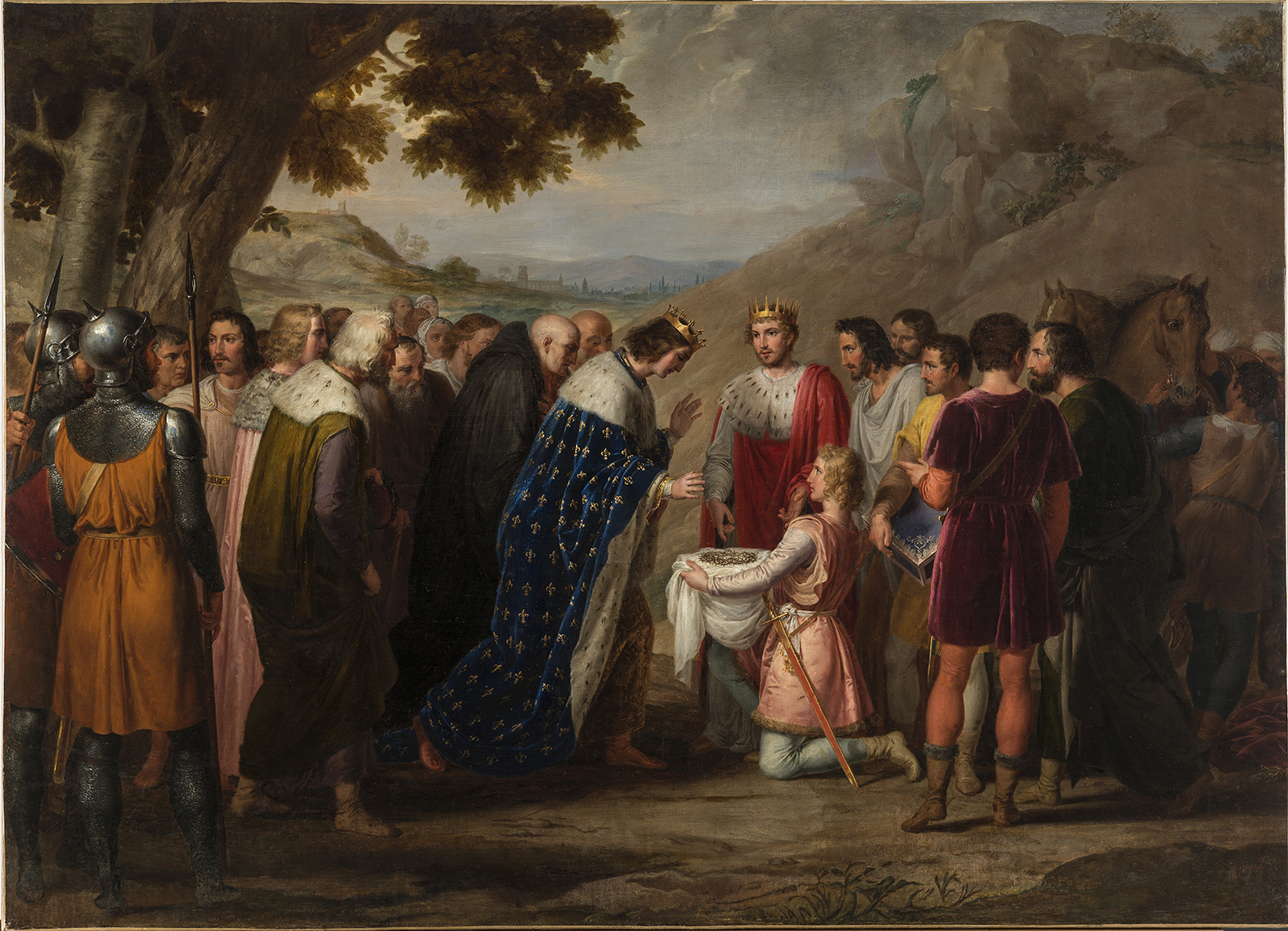
Saint Louis recevant la sainte couronne de Baudouin II. (Rafael Tegeo, entre 1827 et 1839).

Les pèlerinages étaient une industrie des plus lucratives principalement pour le Royaume de Jérusalem. Il fallait transporter ces pèlerins et le port d’Acre pouvait accueillir jusqu’à soixante-dix bateaux de pèlerins à la fois, chacun pouvant amener une centaine de personnes. Une fois arrivés, ceux-ci devaient payer les taxes, puis se loger, se nourrir, être protégés sur la route vers les Lieux Saints et, une fois sur place, guidés puisque le paysage religieux du pays avait énormément varié après les conquêtes de Titus, d’Adrien, ainsi que des musulmans en 638, puis en 1187 et 1291. Les reliques étaient convoitées et faisaient l’objet d’un commerce allant bien au-delà des frontières de la Terre Sainte. Ainsi le rapport que fit le moine Guy de Blond aux supérieurs de Condom en Gascogne dans les années 1150 liste parmi les reliques qu’il avait distribuées aux institutions religieuses de la région : des fragments de la Vraie Croix, de la terre mêlée au sang du Christ, des cheveux de la Vierge Marie et de Marie-Madeleine, des morceaux du berceau du Christ, des pierres du tombeau de la Vierge Marie et du lieu où Jésus avait prié à Gethsémani ainsi que différents artefacts se rapportant aux apôtres, à saint Jean le Baptiste, à Abraham, à Jacob et au premier martyr, saint Étienne.
Sur le plan monétaire, les deux principales sources de richesse étaient d’une part la frappe de la monnaie, d’autre part les activités bancaires.
Dès la fondation des États croisés, le roi de Jérusalem, le prince d’Antioche et le comte de Tripoli se mirent à frapper des monnaies d’or, chose inconnue en Europe où l’argent était seul utilisé sauf en Sicile et en Espagne musulmane. On s’explique mal du reste la provenance de cet or qui servit à frapper des dinars d’or connus sous le nom de « besants saracènes » imitant les besants fatimides, mais ne contenant que les deux-tiers de leur poids en or, pièces qui envahirent rapidement le Proche-Orient.
Pour leur part, avec leurs vastes possessions dans toute la chrétienté, les ordres militaires non seulement financèrent différentes expéditions dont la deuxième croisade, mais furent les premières à établir des lettres de change dont la réputation de fiabilité était telle que même des musulmans utilisaient leurs services. Les Templiers furent ceux qui pratiquèrent le plus les prêts, souvent à intérêt élevé, les Hospitaliers et les Teutoniques conduisant des opérations semblables, mais à échelle moindre. Toutefois, si une partie de cette richesse était utilisée en Terre Sainte, elle ne profitait pas aux gouvernements du royaume.

## La société

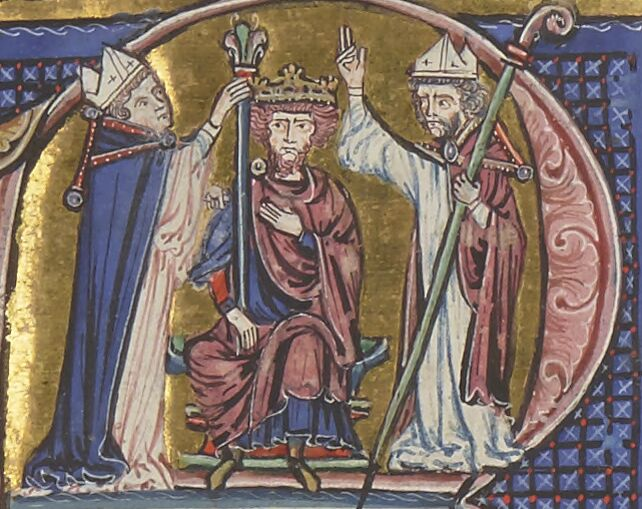
Couronnement de Baudouin Ier comme roi de Jérusalem.

Après la conquête, s’est posée la question des relations entre les conquérants et les habitants d’une région multiculturelle où se côtoyaient chrétiens de différentes confessions, musulmans et juifs. Au Levant, cette situation n’était du reste pas unique à la Terre Sainte. Nur al-Din, appelé Nouradin par les Francs, était un Turc qui s’entourait de Kurdes et régnait sur un territoire peuplé de musulmans et de chrétiens parlant arabe; en Égypte, les califes fatimides employaient comme secrétaires des chrétiens coptes et arméniens et le grand vizir Bahram (1135-1137) appelé « l’épée de l’Islam » avait été  un chrétien arménien venant de Tell Bhashir dans le nord de la Syrie.
De façon générale on peut dire que si la haute noblesse franque, du moins au XIIe siècle vécut dans un « superbe isolement », bourgeois et colons tissèrent des liens plus ou moins étroits avec la population locale selon les régions.
Au sommet de la société se trouvaient la haute noblesse, roi, prince, ducs et comtes qui avaient soit conquis leur domaine comme Tancrède en Galilée ou qui l’avaient reçu du roi comme le successeur de Tancrède, Hugues de Saint-Omer. Ceux-ci, tout en se gardant un domaine propre pouvaient à leur tour subdiviser leur propriété en fiefs dont l’importance était variable. En général, les fiefs séculiers découlant de la conquête formaient des domaines continus. À l’opposé, les fiefs ecclésiastiques ou ceux des ordres militaires, dus souvent à des dons ou héritages matrimoniaux pouvaient être disséminés sur tout le territoire franc. Outre ces fiefs constitués de territoires, la plupart des seigneurs séculiers possédaient aussi des fiefs monétaires, c’est-à-dire un revenu fixe en argent garanti par certaines villes ou villages en échange de quoi, ils devaient fournir un nombre proportionnel de soldats. Cette classe, dans son ensemble, ne se mêla pas à la population locale bien qu’il y eut à Édesse et à Antioche quelques mariages avec des membres de l’aristocratie grecque et arménienne,.
Parmi les colons immigrants ou « sergents », nombreux furent ceux qui épousèrent des chrétiennes locales dont les enfants se virent appelés « poulains ». La plupart d’entre eux étaient d’origine française et la langue d’oïl était la langue parlée dans le Royaume de Jérusalem et la Principauté d’Antioche; dans le Comté de Tripoli, la langue d’oc prédominera dans les premières générations en raison de l’origine de son fondateur, Raymond de Saint-Gilles, marquis de Provence et comte de Toulouse,.
Dans les grandes villes de la côte, on trouvait d’importantes colonies italiennes, génoises, vénitienne, pisanes et amalfitaines. Ne comptant jamais plus d’une centaine de personnes, ces colonies constituaient des enclaves dont les citoyens ne fréquentaient guère la population locale sauf par affaire.
La conquête ayant provoqué l’émigration d’une bonne partie de la population musulmane, la grande majorité de la population restante était composée de chrétiens de confessions diverses. Dans le comté de Tripoli, on trouvait de nombreux maronites, plus au nord des monophysites de l’Église jacobite ainsi qu’un grand nombre d’Arméniens orthodoxes. À Antioche, Lattaquié et en Cilicie prévalaient les populations grecques orthodoxes. Les musulmans qui restaient se concentraient autour de Naplouse et dans les régions conquises ultérieurement où l’émigration n’avait pas été aussi massive; on y distinguait les sédentaires, appelés Saraceni, et les Bédouins, appelés Arabi,. Les Francs firent toujours une différence entre Saraceni et Arabi d’une part et Turcs d’autre part, l’ennemi traditionnel qui au-delà de leurs frontières menaçaient leur existence même.
Il semble qu’après les expulsions meurtrières qui suivirent la conquête de Jérusalem en 1099, les communautés juives, face à la discrimination et voyant leurs perspectives de survie économique très réduites, aient subi un net déclin, maintenant une certaine présence à l’ouest de la Galilée et conservant leurs cours rabbiniques.
Pourvu qu’elles paient leurs taxes aux nouveaux seigneurs, ces communautés pouvaient continuer leur mode de vie traditionnel, gérés par leurs chefs appelés raïs en arabe et regulus en latin et leurs juges ou qadis. Les rapports entre le seigneur et ses paysans se faisaient par l’entremise d’un régisseur, sorte de secrétaire parlant arabe, appelé en latin drogmannus, lequel deviendra le drogman qui jouera un rôle important pendant l’empire ottoman en tant qu’interprète,.

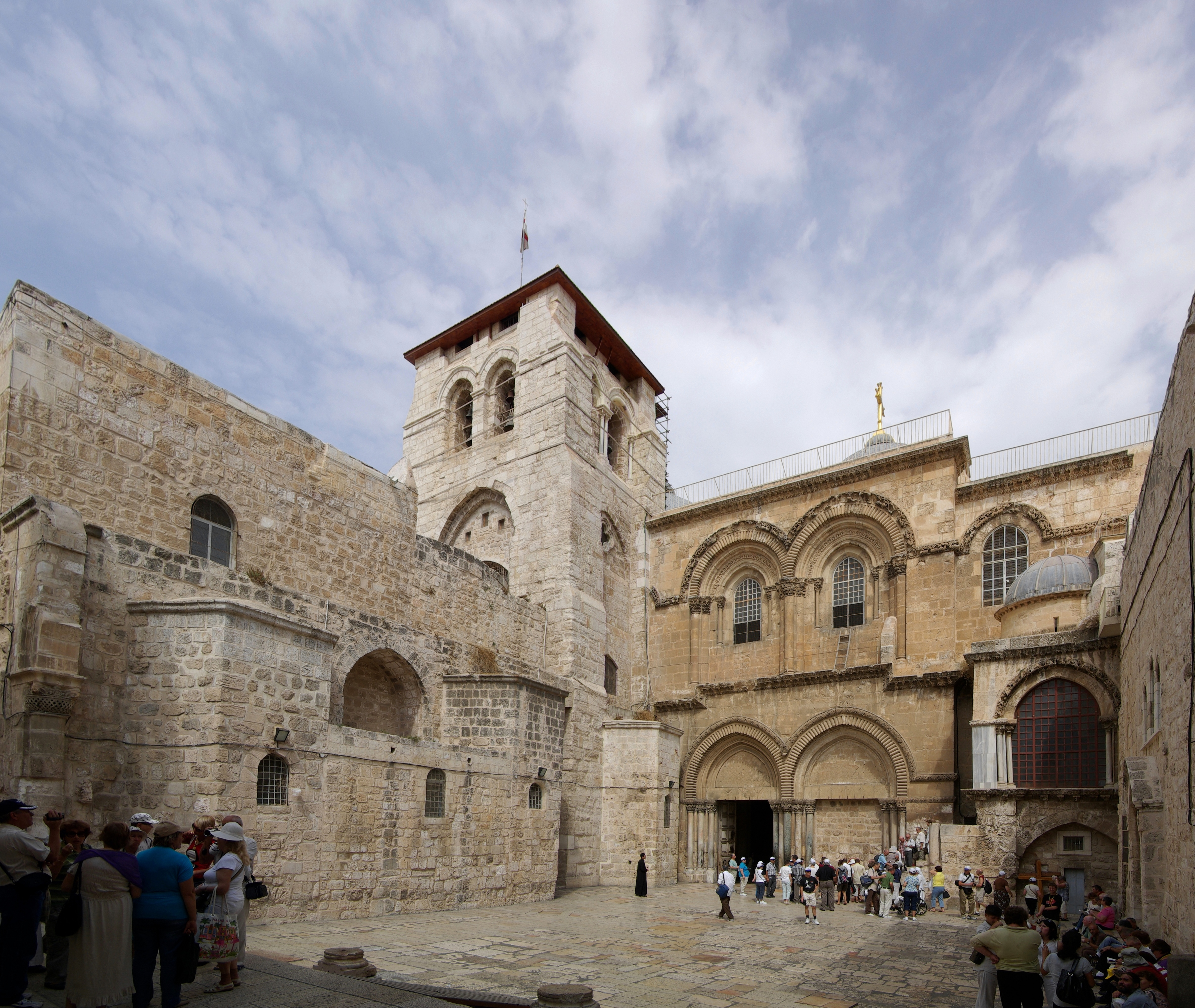
L’église du Saint-Sépulcre de Jérusalem, dont la gestion est confiée à diverses confessions chrétiennes où division et unité perpétuent l’atmosphère de l’époque d’Outremer.

Il serait difficile de tracer un portrait général des relations entre communautés en Outremer. Si de nombreuses barrières sociales, politiques, religieuses et ethniques empêchaient l’instauration de communautés vraiment multiethniques , il semble que l’intolérance ait été surtout le fait des nouveaux-arrivés, venus se battre pour la foi et décidés à mettre en œuvre immédiatement une nouvelle société, alors que les nécessités de la vie en commun et le côtoiement quotidien des générations subséquentes aient conduit à un mode de vie le plus souvent paisible.  De même, il y a probablement lieu de distinguer les régions où la paix était bien établie et où les communautés pouvaient vivre côte à côte sans vraiment vivre ensemble, des zones frontalières plus volatiles. C’est ainsi par exemple qu’à Acre chrétiens et musulmans partageaient pour leurs prières une ancienne mosquée convertie. Et si à Jérusalem, les musulmans étaient interdits de séjour, Baudouin II en 1120 les encouragea à venir y vendre leurs céréales. Par contre à Naplouse, située sur la frontière, la situation pouvait être volatile. La ville était entourée de villages chrétiens où les paysans francs étaient encerclés par une population non chrétienne et les heurts entre communautés y étaient fréquents.
De la même façon, il faudrait probablement distinguer les relations entre Francs et musulmans des relations entre Francs et autres chrétiens. Les relations entre seigneurs latins et leurs paysans musulmans demeurèrent d’ordre administratif et fiscal, les musulmans étant frappés de plus lourdes taxes. Toutefois, si les conversions furent nombreuses, celles-ci semblent avoir été le cas ou bien de croyance véritable ou d’opportunité politique, sans qu’il y ait eu de véritable campagne de conversion. Et si l’on note nombre de châtiments infligés par les assises des bourgeois à des musulmans pour violence faite à des chrétiens on ne trouve aucun exemple du contraire.
Les relations avec les autres communautés chrétiennes s’avérèrent plus amicales. En dépit de la hargne manifestée par le clergé latin à l’endroit du clergé orthodoxe, les différentes Églises chrétiennes furent l’objet de la sollicitude des gouvernements tant en raison de l’influence dont elles jouissaient sur la population locale que parce qu’elles pouvaient être jouées l’une contre l’autre comme à Antioche où l’Église d’Arménie pouvait faire contrepoids à l’Église grecque orthodoxe. À Jérusalem, les rois se montrèrent toujours bien disposés envers les chrétiens orientaux et l’abbé de Saint-Sabas, le principal hiérarque resté en Palestine, fut traité avec honneur par Baudouin Ier. On permit même à l’empereur de Constantinople de venir en aide à ses coreligionnaires et Manuel fit restaurer les deux églises du Saint-Sépulcre et de la Nativité.  Un archevêque syriaque des communautés de Gaza et Bethgibelin négocia avec succès une entente avec les propriétaires fonciers Hospitaliers en 1173 et fut même admis comme confrater de l’ordre. De même, nombre de chrétiens syriens parlant arabe détinrent d’importantes fonctions comme écrivains publics et agents de douane tout comme ils l’avaient fait sous la domination musulmane,.
Toutefois, et en dépit d’une certaine acculturation au fil des années, la présence franque dans les États d’Outremer, sa fragmentation et son occupation discontinue des villes du littoral, ne devait permettre ni une véritable intégration des différentes communautés, ni l’avènement d’une identité collective distinctive.